# 郡山女子大学附属高等学校
郡山女子大学附属高等学校（こおりやまじょしだいがくふぞくこうとうがっこう）は、福島県郡山市開成三丁目にある私立高等学校。郡山女子大学の附属学校である。郡山市唯一の女子高校である。

## 設置課程
- 全日制課程
  - 普通科
  - 音楽科
  - 美術科
  - 食物科

## 沿革
- 1957年（昭和32年） - 郡山女子短期大学附属高等学校として創設。普通科を設置。
- 1965年（昭和40年） - 音楽科・デザイン科・食物科を設置する。
- 1966年（昭和41年） - 郡山女子大学を設置したため、校名を郡山女子大学附属高等学校に改称する。
- 1973年（昭和48年） - デザイン科を美術科に改称する。
- 2006年（平成18年） - 普通科を3コース体制に再編。

## 進路概況
郡山女子大学や郡山女子大学短期大学部への内部進学、外部の私立大学への進学が多い。

## 部活動
バレーボール部は強豪校として知られ、春の高校バレーや高校総体などに出場している。
卓球部やハンドボール部等も、高校総体に出場経験がある。
- バレーボール
- バスケットボール（休部中）
- ハンドボール
- 卓球
- 陸上競技
- 山岳（休部中）
- テニス
- 新体操
- 剣道
- 弓道
- 演劇
- 音楽
- 書道
- 華道
- 放送
- 茶道
- 英語
- 文芸
- 美術
- 科学
- マーチングバンド

## 交通
- 郡山駅より福島交通バス「郡山女子大」下車

## 著名な出身者
- 東佳代子 - （女優）
- 桜庭あつこ - （元グラビアアイドル）
- 高橋愛未 - （元バレーボール選手）
- 目黒優佳 -（バレーボール選手）
- 目黒安希 -（バレーボール選手）
- 目黒愛梨 -（バレーボール選手）
- 井上芙香 -（バレーボール選手）
- 本田凜 -（バレーボール選手）
- 佐藤にじ -（バレーボール選手）

## 系列校
- 郡山女子大学
- 郡山女子大学短期大学部
- 郡山女子大学附属幼稚園